# Salornay-sur-Guye
Salornay-sur-Guye är en kommun i departementet Saône-et-Loire i regionen Bourgogne-Franche-Comté i östra Frankrike. Kommunen ligger i kantonen Cluny som tillhör arrondissementet Mâcon. År 2022 hade Salornay-sur-Guye 869 invånare.

## Befolkningsutveckling
Antalet invånare i kommunen Salornay-sur-Guye
| Referens: INSEE |